# James Weir (calciatore 1995)
James Michael Weir (Preston, 4 agosto 1995) è un ex calciatore inglese, di ruolo centrocampista.

## Carriera

### Club
Nella stagione 2015-2016 gioca una partita nella prima divisione inglese con il Manchester Utd; negli anni seguenti gioca invece in seconda divisione (7 presenze complessive con Wigan ed Hull City) e poi anche in terza divisione, con il Bolton. Il 6 marzo 2020 viene acquistato a titolo definitivo dal Pohronie, club della prima divisione slovacca.

### Nazionale
Ha giocato nelle nazionali inglesi Under-16, Under-18 ed Under-19.

## Statistiche

### Presenze e reti nei club
Statistiche aggiornate al 9 aprile 2021.
| Stagione         | Squadra          | Campionato       | Campionato | Campionato | Coppe nazionali | Coppe nazionali | Coppe nazionali | Coppe continentali | Coppe continentali | Coppe continentali | Altre coppe | Altre coppe | Altre coppe | Totale | Totale |
| Stagione         | Squadra          | Comp             | Pres       | Reti       | Comp            | Pres            | Reti            | Comp               | Pres               | Reti               | Comp        | Pres        | Reti        | Pres   | Reti   |
| ---------------- | ---------------- | ---------------- | ---------- | ---------- | --------------- | --------------- | --------------- | ------------------ | ------------------ | ------------------ | ----------- | ----------- | ----------- | ------ | ------ |
| 2015-2016        | Manchester Utd   | PL               | 1          | 0          | FA Cup+CdL      | 0+0             | 0               | UCL+UEL            | 0+0                | 0                  |             | -           | -           | 1      | 0      |
| 2016-gen. 2017   | Hull City        | PL               | 0          | 0          | FA Cup+CdL      | 0+3             | 0               |                    | -                  | -                  |             | -           | -           | 3      | 0      |
| gen.-mag. 2017   | Wigan            | FLC              | 4          | 0          | FA Cup+CdL      | 0+0             | 0               |                    | -                  | -                  |             | -           | -           | 4      | 0      |
| 2017-2018        | Hull City        | FLC              | 3          | 0          | FA Cup+CdL      | 0+1             | 0               |                    | -                  | -                  |             | -           | -           | 4      | 0      |
| 2018-2019        | Hull City        | FLC              | 0          | 0          | FA Cup+CdL      | 0+0             | 0               |                    | -                  | -                  |             | -           | -           | 0      | 0      |
| Totale Hull City | Totale Hull City | Totale Hull City | 3          | 0          |                 | 1               | 0               |                    | -                  | -                  |             | -           | -           | 4      | 0      |
| 2019-mar. 2020   | Bolton           | FL1              | 8          | 0          | FA Cup+CdL      | 0+1             | 0               |                    | -                  | -                  | FLT         | 1           | 0           | 10     | 0      |
| mar.-lug. 2020   | Pohronie         | SL               | 5          | 1          | CS              | 0               | 0               |                    | -                  | -                  |             | -           | -           | 5      | 1      |
| 2020-2021        | Pohronie         | SL               | 24         | 5          | CS              | 2               | 1               |                    | -                  | -                  |             | -           | -           | 26     | 6      |
| Totale Pohronie  | Totale Pohronie  | Totale Pohronie  | 29         | 6          |                 | 2               | 1               |                    | -                  | -                  |             | -           | -           | 31     | 7      |
| Totale carriera  | Totale carriera  | Totale carriera  | 45         | 6          |                 | 10              | 1               |                    | 0                  | 0                  |             | -           | -           | 55     | 7      |